# Байлен
Байлен (ісп. Bailén) — місто і муніципалітет в Іспанії, у складі автономної спільноти Андалусія, у провінції Хаен. Населення — 18 763 особи (2010).
Місто розташоване на відстані близько 260 км на південь від Мадрида, 35 км на північ від Хаена.

## Демографія
Динаміка населення (INE ):

## Галерея зображень

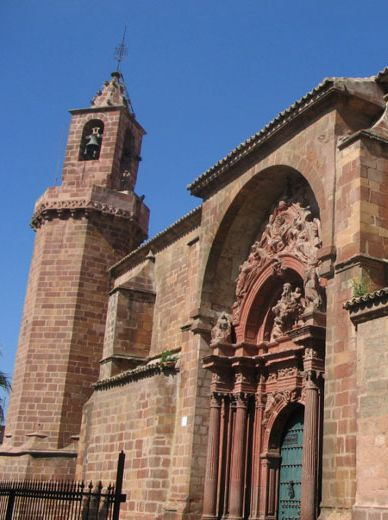
Парафіяльна церква Ла-Енкарнасьйон, Байлен